# X線連星
X線連星 (X-ray binary) はX線星ともいわれ、中性子星やブラックホールを伴星にもつ近接連星のことで、特にX線を強く放射することが知られている。X線は100万度以上の高温状態あるいはシンクロトロン放射などで生成される。

## 低質量X線連星
低質量X線連星(LMXB)は連星のうち連星を構成する一方の星がブラックホールまたは中性子星であるものをいう。供給側となる他の星は通常ロッシュ・ローブを満たしており、物質を小さい星に供給する。供給側の星の質量は小さい星より少なく、主系列星・白色矮星・赤色巨星のいずれでもありえる。約100個の低質量X線連星が銀河系内で発見されており、13個が球状星団内で発見されている。チャンドラX線観測衛星により、多くの離れた銀河中の低質量X線連星のデータが得られている。
平均的な低質量X線連星はその放射の大部分をX線で行い、可視光による放射は通常1%未満である。したがって、低質量X線連星は、X線で見ると空で最も明るい天体であるのに対して、可視光線においては比較的暗い天体である。通常の等級は15等から20等である。低質量X線連星の一番明るい部分は小さな星の周りの降着円盤である。低質量X線連星の軌道周期は10分から数百日である。